# Sergej Vladimirovič Iljušin
Sergej Vladimirovič Iljušin (rusky Сергей Владимирович Илюшин; 18. březnajul./ 30. března 1894greg. Diljalevo – 9. února 1977 Moskva) byl ruský konstruktér, zakladatel letecké konstrukční kanceláře Iljušin. Vyvinul mnoho vojenských a dopravních letounů.

## Život
Do školy začal chodit poměrně pozdě - až ve svých devíti letech. Od patnácti let pracoval jako pomocný dělník na letišti u Petrohradu, kde pomáhal roztlačovat letadla. Na začátku první světové války byl Iljušin odveden do armády, v roce 1916 byl přidělen a v roce 1917 absolvoval své první lety. Po demobilizaci v roce 1918 pracoval v Pedagogickém institutu ve Vologdě, kde vstoupil do KSSS. Po říjnu 1918 jako člen vojenského výboru letiště připravoval letouny pro první socialistické letecké oddíly v Petrohradě. Následně u Rudé armády nastoupil na místo leteckého mechanika 6. leteckoopravárenského vlaku a jako starší mechanik 2. leteckého pluku.

### Začátky
V listopadu 1921 začal studovat na Moskevském institutu inženýrů Rudého letectva. Studia úspěšně ukončil roku 1926. Během studií vytvoří projekty kluzáků Rabfakovec a Mastjažari a větroně Moskva. Ještě téhož roku nastoupil do Vědeckotechnické komise vzdušných sil ve funkci vedoucí technické sekce, po čtyřech letech jako zástupce náčelníka Vědeckotechnického institutu. Od roku 1931 působil jako vedoucí Ústřední konstrukční kanceláře (CKB) a v roce 1933 byl jmenován hlavním konstruktérem samostatné zkušebně-konstrukční kanceláře (OKB). V této pozici se poprvé výrazněji prosadil až v roce 1936, kdy zkonstruoval dvoumotorový letoun CKB-26, který vytvořil několik výškových rekordů. Za druhé světové války byla vojenská verze tohoto stroje pod označením Il-4 používána jako bombardér s dlouhým doletem. Během druhé světové války se prosadil i s bitevními letouny Il-2 a Il-10. V roce 1943 pak zkouškami procházel bombardovací Il-6, vycházející z Il-4.

### Po 2. světové válce
Ve výrobě vojenských letadel pokračoval i po druhé světové válce. Mezi ně patří například proudové bombardéry Il-28, Il-46, Il-54 a proudový bitevní Il-40. Začal se ale orientovat spíše na výrobu civilních letounů. V krátké době vznikly projekty dopravních letounů Il-12, Il-14, Il-18 a zejména Iljušin Il-62, s kapacitou 162 cestujících, cestovní rychlostí 900 km/h a maximálním doletem přes devět tisíc kilometrů. Tento letoun byl představen na leteckém dni 9. července roku 1967 v Moskvě. Vyvinul také nákladní proudové letadlo Iljušin Il-76, poprvé předvedené na aerosalonu v Paříži roku 1971. Il-76 má cestovní rychlost 850 km/h a je schopno nést náklad o hmotnosti 40 000 až 70 000 kg.
Roku 1976 začaly letové zkoušky posledního jím zkonstruovaného letounu, kterým je Iljušin Il-86 s kapacitou 350 cestujících. Uvedení stroje do normálního provozu se ale on sám nedožil. Zemřel v Moskvě ve věku 82 let.

## Letouny S. V. Iljušina

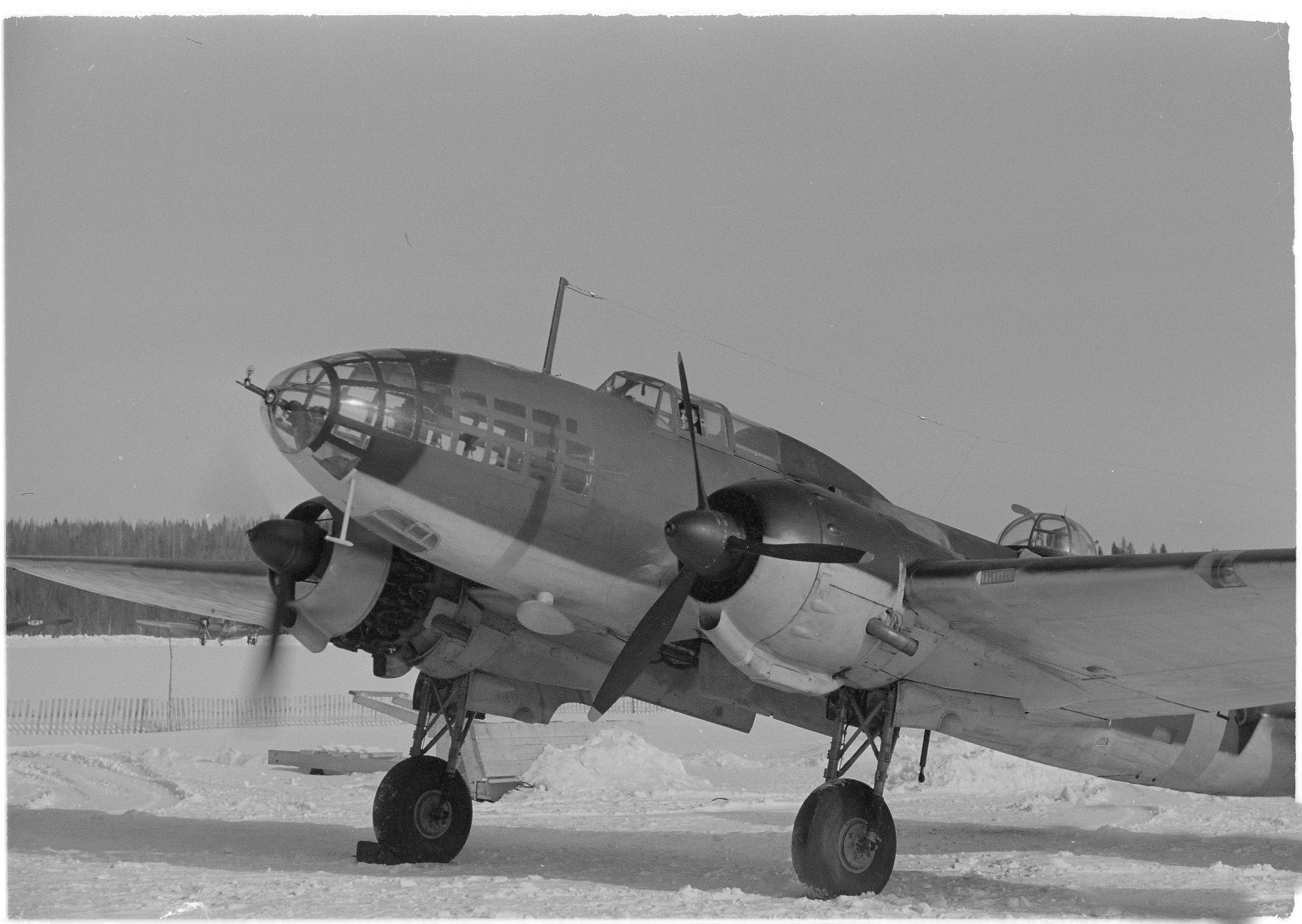
Il-4 finského letectva
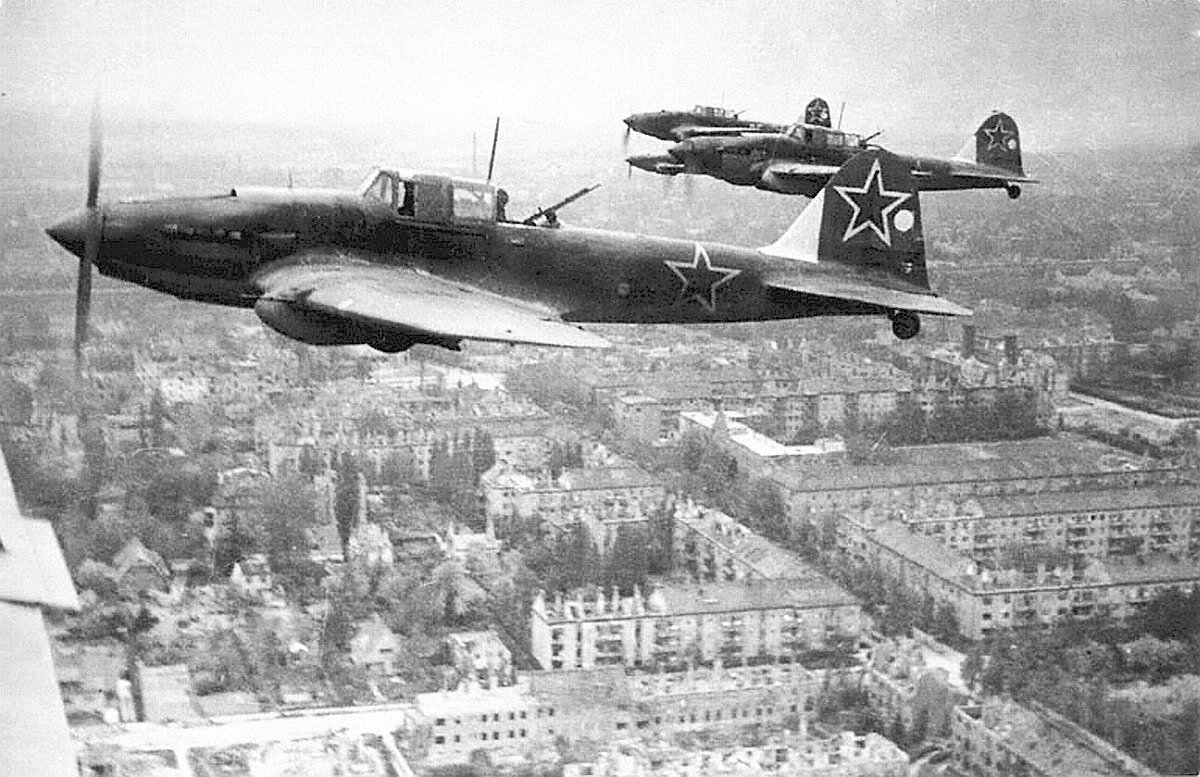
Il-2m3 nad Berlínem v květnu 1945
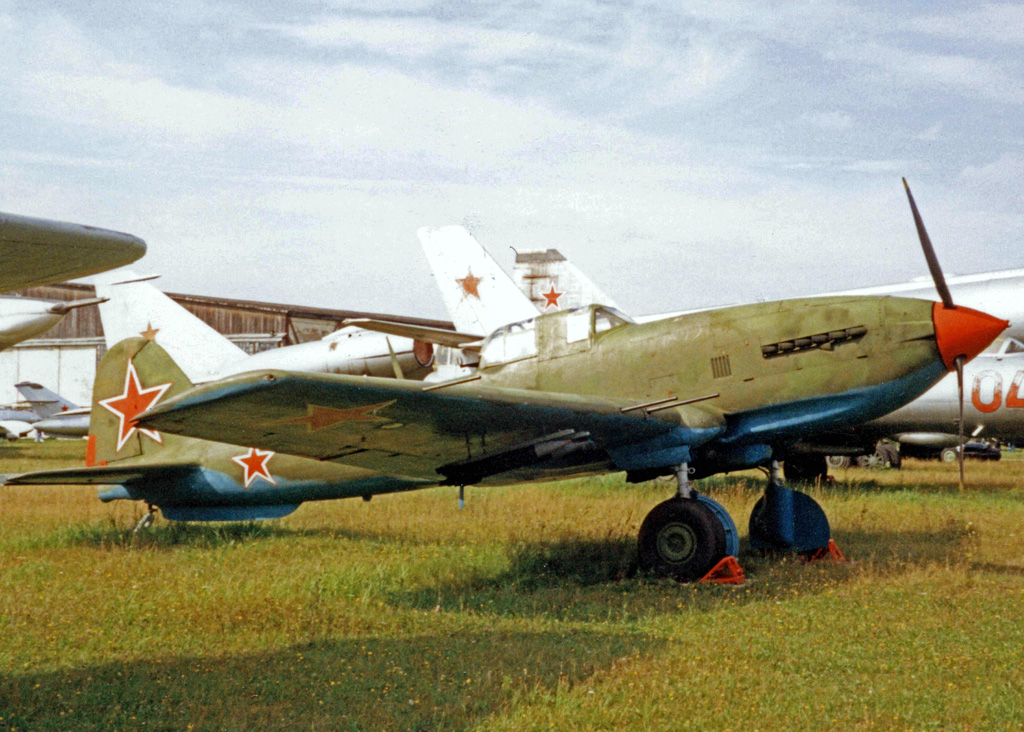
Il-10 v leteckém muzeu Monino
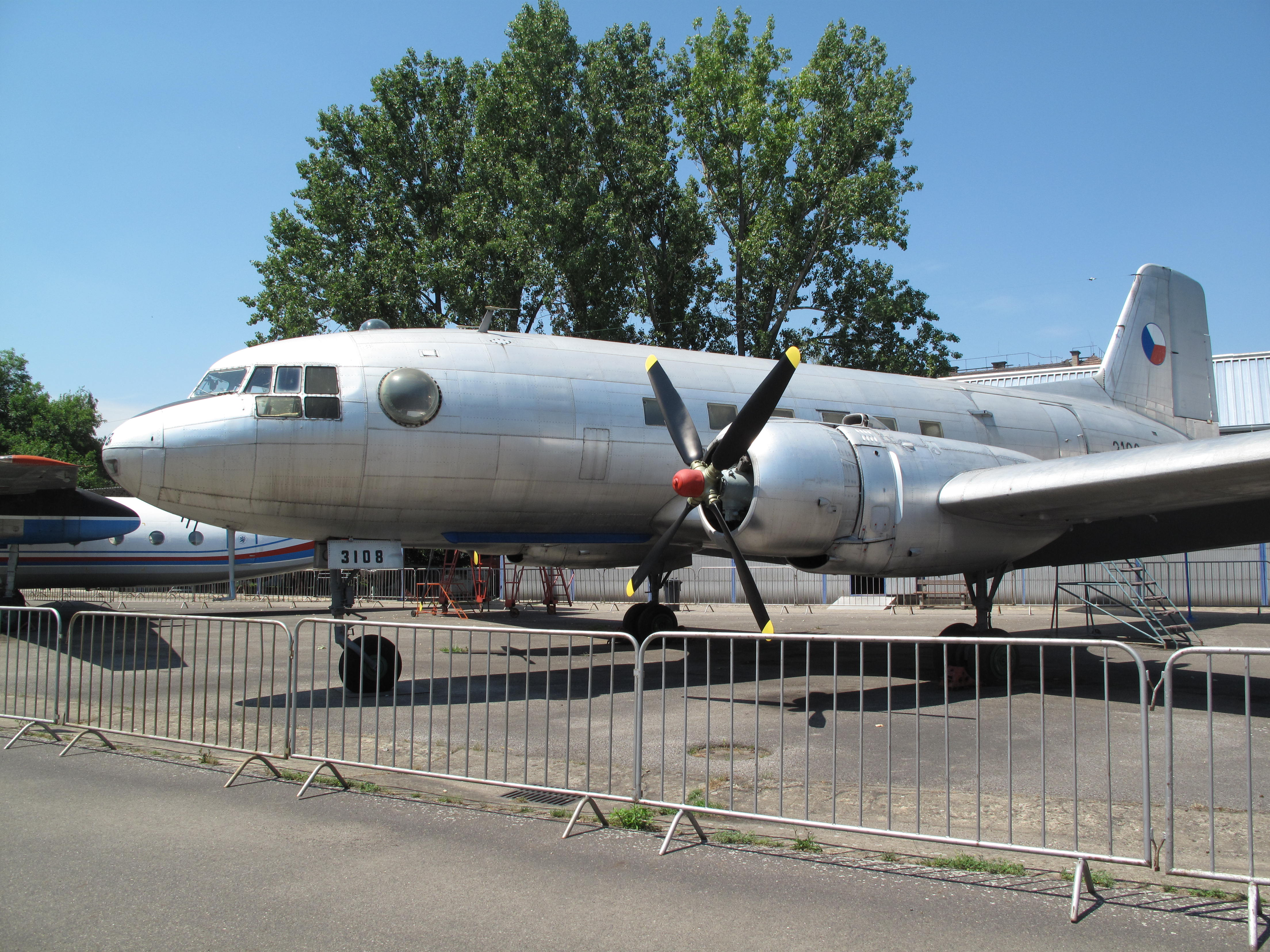
Il-14T československého letectva
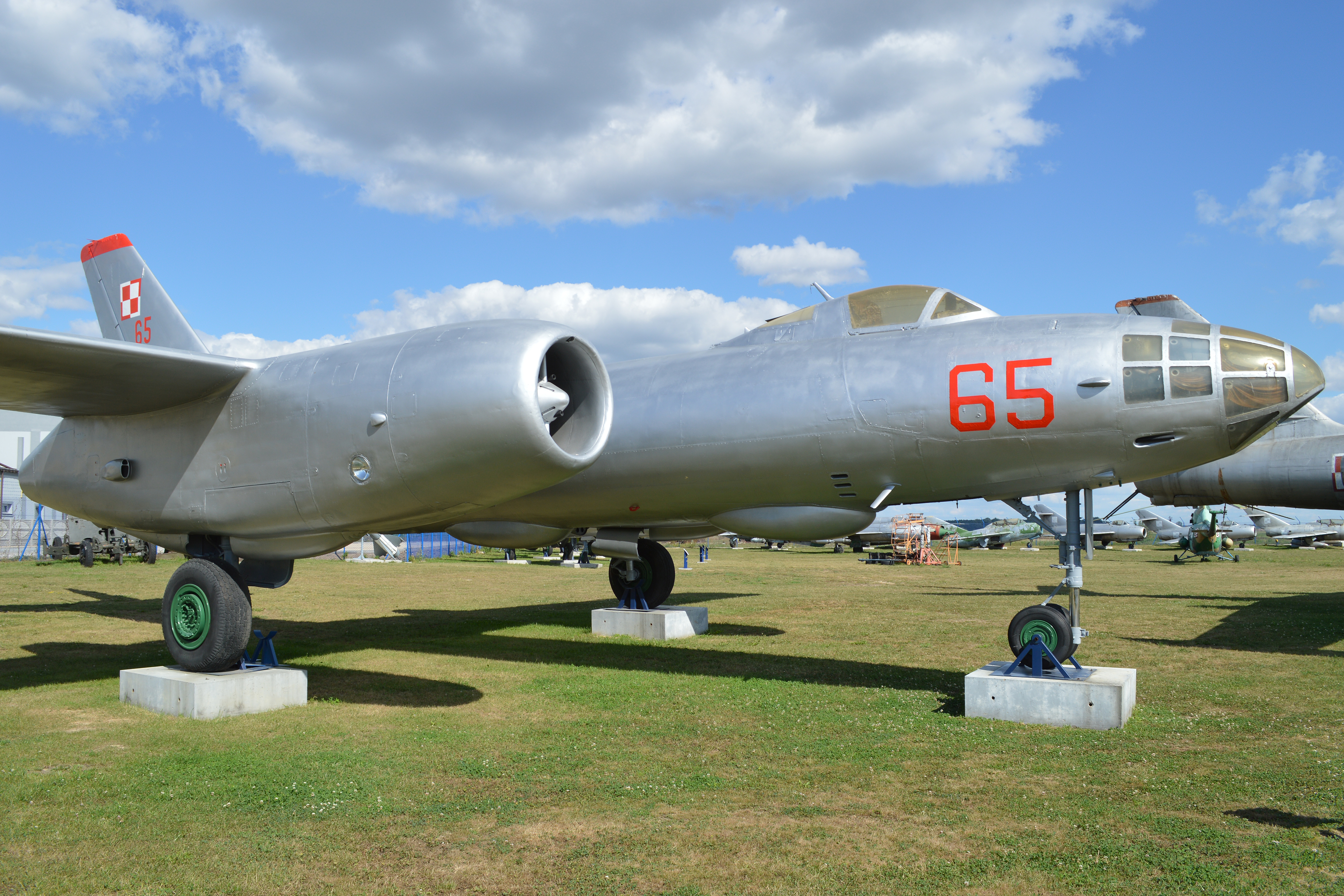
Il-28 polského letectva
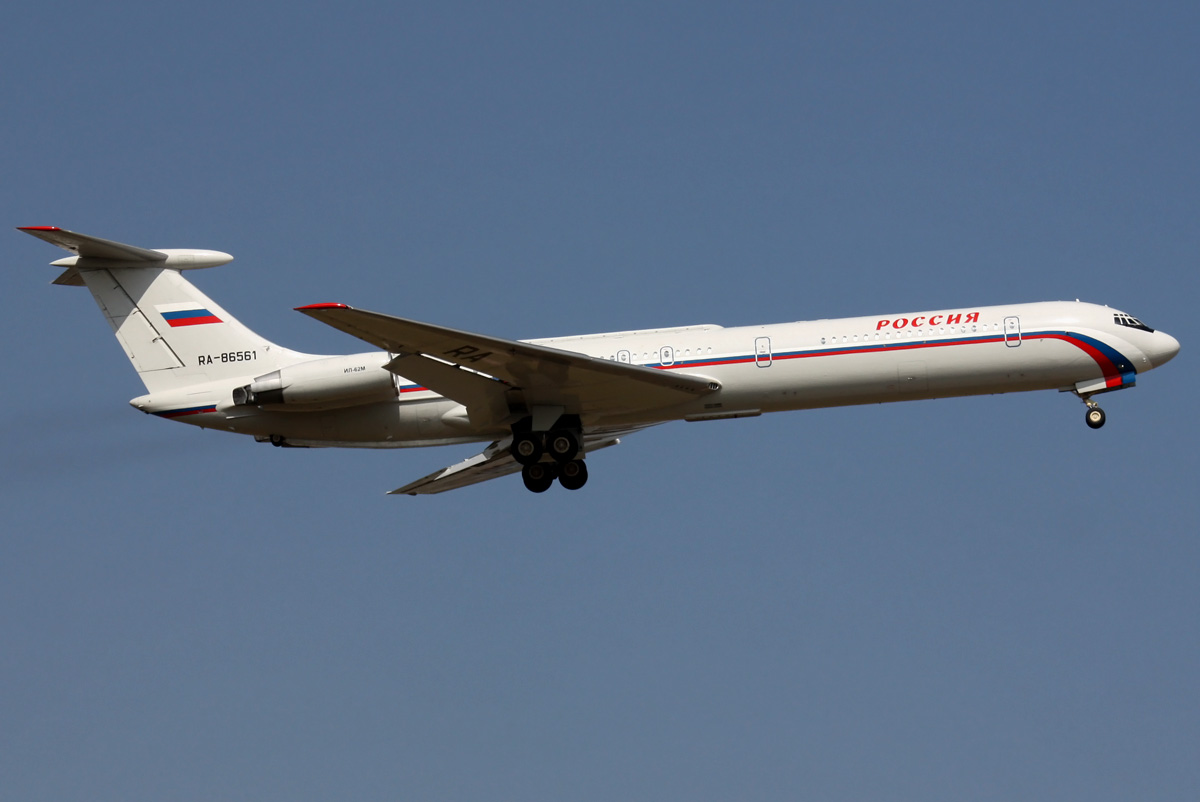
Il-62M
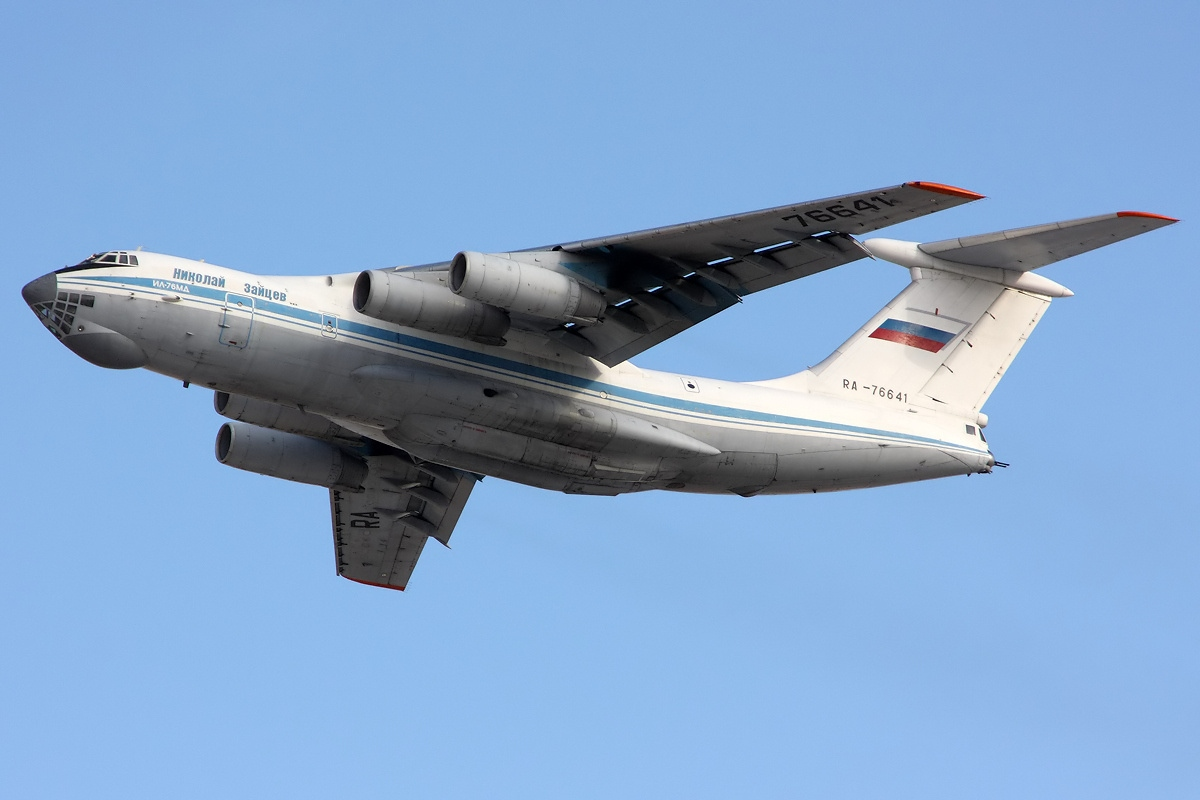
Il-76
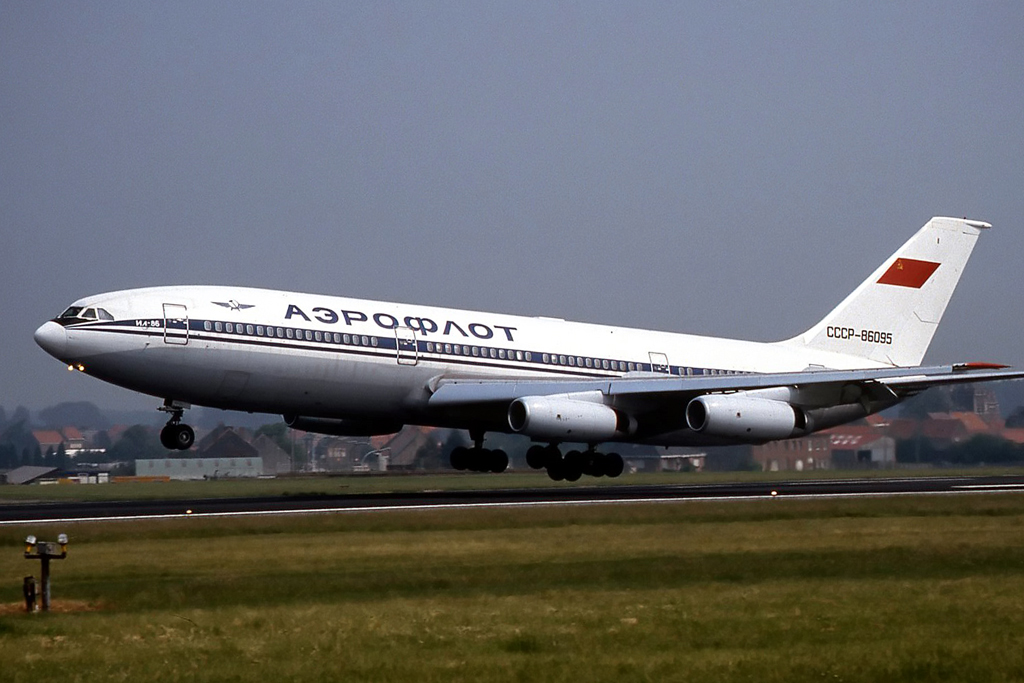
Il-86 (CCCP-86095)